# Igreja Evangélica Luterana na Hungria
A Igreja Evangélica Luterana na Hungria (ELCH) (em hungaro Magyarországi Evangélikus Egyház) uma denominação Luterana Protestante na Hungria. Em 2019, haviam 176,000 membros batizados.
A igreja tem três dioceses, com quase 300 paróquias e 500 lugares de culto na Hungria, e é a terceira maior denominação cristã na Hungria. Atualmente é liderada pelo Bispo Presidente Tamas Fabiny.

## Histórico
O luteranismo chegou cedo nos reinos húngaros, mas foi reprimido pela dinastia dos Habsburgos Católicos Romanos. Durante a "Década do Luto" (1671-1681) os luteranos húngaros, (juntamente com a Igreja Reformada na Hungria) foram severamente perseguidos. Houve uma renovação com Pietismo e o Termo de Tolerância emitido pelo imperador José II em 1781, que concedeu liberdade religiosa e as igrejas protestantes foram plenamente reconhecidas após a restauração da soberania da Hungria em 1867..

## Estrutura
A Igreja Evangélica Luterana na Hungria consiste de três dioceses, cada uma liderada por um bispo:
- Diocese do Norte (Északi Evangélikus Egyházkerület)
- Diocese do Sul (Déli Evangélikus Egyházkerület)
- Diocese Ocidental (Transdanubiana) (Nyugati (Dunántúli) Evangélikus Egyházkerület)

Um bispo diocesano é eleito para dirigir a igreja nacional como Bispo Presidente. O mais alto órgão de decisão é o Sínodo, que consiste de todos os bispos, além de representantes (leigos e ordenados) de cada diocese.

## Educação
O ELCH tem um extenso programa educacional. Isso inclui treinamento em seminários para candidatos à ordenação, programas de treinamento para leigos locais e regionais, uma rede de 46 escolas que cobrem faixas etárias, desde educação infantil até o ensino médio, e três instituições de ensino superior (faculdades e universidades).

## Afiliações
A igreja é membra do Conselho Mundial de Igrejas, a Conferência das Igrejas Europeias, Conselho Ecumênico de Igrejas na Hungria, a Federação Luterana Mundial, e a Comunidade das Igrejas Protestantes na Europa.